# Paral·lel 31° nord

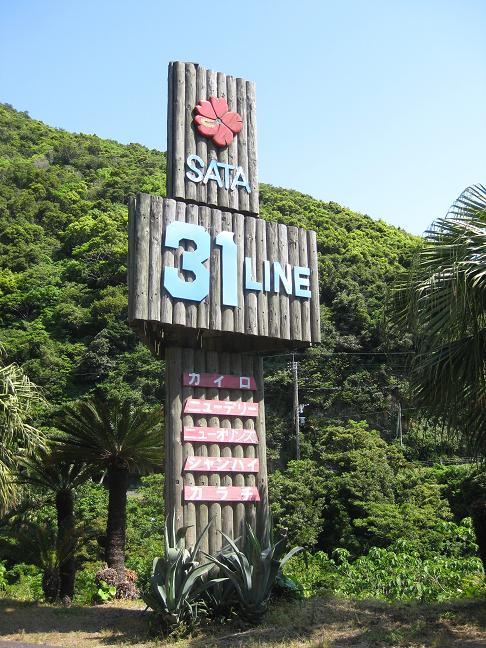
Senyal que marca el paral·lel 31° nord al Cap Sata, Japó

Als Estats Units, el paral·lel 31° nord defineix part de la frontera entre els estats de Mississipi i Louisiana, i part de la frontera entre Alabama i Florida.

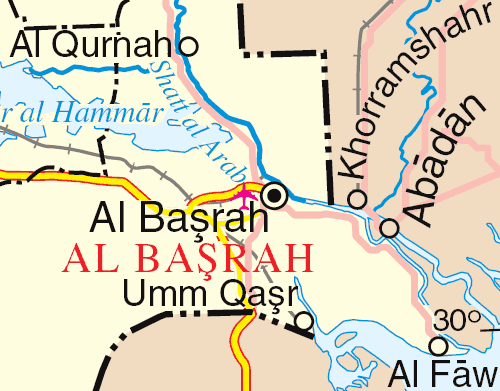
La part de la frontera entre l'Iraq i l'Iran que segueix el paral·lel 31° nord és disputada.

El paral·lel 31° nord és una línia de latitud que es troba a 31 graus nord de la línia equatorial terrestre. Travessa Àfrica, Àsia, l'Oceà Pacífic, Amèrica del Nord l'oceà Atlàntic.
Part de la frontera entre l'Iran i l'Iraq està definida pel paral·lel.
En els Estats Units, defineix part de la frontera entre els estats de Mississipi i Louisiana, i la major part de la frontera entre Alabama i Florida. Andrew Ellicott va enquestar aquest paral·lel en 1797, quan era la frontera entre els Estats Units i el territori espanyol.

## Geografia
En el sistema geodèsic WGS84, al nivell de 31° de latitud nord, un grau de longitud equival a 95,504 km; la longitud total del paral·lel és de 34.381 km, que és aproximadament 86,0% de la de l'equador.

## Durada del dia
En aquesta latitud, el sol és visible durant 14 hores i 10 minuts a l'estiu, i 10 hores i 8 minuts en solstici d'hivern.

## Arreu del món
Començant al meridià de Greenwich i dirigint-se cap a l'est, el paral·lel 31º passa per:
| Coordenades                               | País, territori o mar        | Notes |
| ----------------------------------------- | ---------------------------- | --- |
| 31° 0′ N, 0° 0′ E / 31.000°N,0.000°E      | Algèria                      | |
| 31° 0′ N, 9° 22′ E / 31.000°N,9.367°E     | Tunísia                      | |
| 31° 0′ N, 10° 17′ E / 31.000°N,10.283°E   | Líbia                        | |
| 31° 0′ N, 17° 33′ E / 31.000°N,17.550°E   | Mar Mediterrani              | Golf de Sidra |
| 31° 0′ N, 20° 8′ E / 31.000°N,20.133°E    | Líbia                        | |
| 31° 0′ N, 24° 56′ E / 31.000°N,24.933°E   | Egipte                       | |
| 31° 0′ N, 28° 43′ E / 31.000°N,28.717°E   | Mar Mediterrani              | |
| 31° 0′ N, 29° 35′ E / 31.000°N,29.583°E   | Egipte                       | |
| 31° 0′ N, 34° 21′ E / 31.000°N,34.350°E   | Israel                       | |
| 31° 0′ N, 35° 24′ E / 31.000°N,35.400°E   | Jordània                     | |
| 31° 0′ N, 37° 30′ E / 31.000°N,37.500°E   | Aràbia Saudita               | |
| 31° 0′ N, 42° 14′ E / 31.000°N,42.233°E   | Iraq                         | |
| 31° 0′ N, 47° 42′ E / 31.000°N,47.700°E   | Frontera Iran / Iraq         | |
| 31° 0′ N, 48° 1′ E / 31.000°N,48.017°E    | Iran                         | |
| 31° 0′ N, 61° 50′ E / 31.000°N,61.833°E   | Afganistan                   | |
| 31° 0′ N, 66° 35′ E / 31.000°N,66.583°E   | Pakistan                     | Balutxistan Punjab |
| 31° 0′ N, 74° 33′ E / 31.000°N,74.550°E   | Índia                        | Panjab Himachal Pradesh Uttarakhand |
| 31° 0′ N, 79° 32′ E / 31.000°N,79.533°E   | República Popular de la Xina | Regió autònoma del Tibet Sichuan Txungking Hubei Anhui Zhejiang Jiangsu Zhejiang - per uns 5 km Jiangsu - per uns 5 km Zhejiang - per uns 11 km Xangai |
| 31° 0′ N, 121° 53′ E / 31.000°N,121.883°E | Mar de la Xina Oriental      | |
| 31° 0′ N, 130° 39′ E / 31.000°N,130.650°E | Japó                         | Cap Sata, el punt més meridional de l'illa de Kyūshū                                                                                                   |
| 31° 0′ N, 130° 41′ E / 31.000°N,130.683°E | Oceà Pacífic                 | |
| 31° 0′ N, 116° 20′ O / 31.000°N,116.333°O | Mèxic                        | Baixa Califòrnia |
| 31° 0′ N, 114° 50′ O / 31.000°N,114.833°O | Golf de Califòrnia           | |
| 31° 0′ N, 113° 6′ O / 31.000°N,113.100°O  | Mèxic                        | Sonora Chihuahua |
| 31° 0′ N, 105° 33′ O / 31.000°N,105.550°O | Estats Units                 | Texas Louisiana Mississipi / Louisiana border Mississipi Alabama Alabama / Florida border Geòrgia                                                      |
| 31° 0′ N, 81° 28′ O / 31.000°N,81.467°O   | Oceà Atlàntic                | |
| 31° 0′ N, 9° 49′ O / 31.000°N,9.817°O     | Marroc                       | |
| 31° 0′ N, 3° 33′ O / 31.000°N,3.550°O     | Algèria                      | |